# Aquenáton
Aquenáton (Akhenaton: "Aquele que louva Aton", "Util a Aton" ou "Usado por Aton") conhecido antes do quinto ano de reinado como Amenófis IV ou em egípcio antigo Amenotepe IV, foi um Faraó da XVIII dinastia do Egito que reinou por dezessete anos e morreu em 1336 ou 1 334 a.C. Principalmente lembrado por abandonar o tradicional politeísmo religioso egípcio e introduzir uma adoração centrada em um único deus, Aton, que é as vezes descrita como monoteísta ou henoteísta. Inscrições antigas ligam Aton ao El Elyon, com a linguagem oficial posterior evitando chamá-lo de um deus, dando a essa deidade um status superior e acima dos meros deuses. Porém essa monolatria foi adotada na nobreza e na realeza, e não a toda população. O monoteísmo nunca existiu no Egito durante o período faraônico
Aquenáton tentou distanciar-se do panteão egípcio, porém no final isso não foi aceito. A religião tradicional foi gradualmente restaurada após sua morte. Alguns anos depois, os posteriores faraós da XVIII dinastia, que não tinham direitos claros a sucessão, descreditaram Aquenáton e seus sucessores imediatos, referindo-se a ele como "o faraó inimigo" em registros históricos.
Ele se perdeu da história até que Amarna, local de sua cidade Aquetaton, foi descoberta no século XIX. Escavações iniciais por Flinders Petrie em Amarna iniciaram um interesse no faraó, cuja tumba foi desenterrada em 1907 em escavação de Edward R. Ayrton. O interesse em Aquenáton aumentou depois da descoberta da tumba de Tutancâmon no Vale dos Reis, que provou-se ser filho de Aquenáton em um teste de DNA realizado em 2010. Acredita-se que uma múmia encontrada em KV55 em 1907 seja dele. Entretanto, se tem certeza de que essa múmia e Tutancâmon são relacionados.
O interesse moderno em Aquenáton e sua rainha Nefertiti vem parcialmente de sua conexão como pai de Tutancâmon, o estilo único e de alta qualidade das artes que patrocinava e do interesse na religião que ele tentou fundar.

## Etimologia
Akhenaton possui diferentes possíveis significados, tais eles eram: "Aquele que louva Aton", "Aquele que é util a Aton" ou "Aquele que é usado por Aton".

## Origens familiares
Amenófis era filho de Amenófis III, o nono rei da XVIII dinastia e da rainha Tí. Cresceu no palácio de Malcata, localizado a sul da cidade de Tebas. Durante o reinado do seu pai o Egito viveu uma era de paz, prosperidade e esplendor artístico. Não se sabe muito sobre a sua infância, dado que não era hábito entre os antigos Egípcios documentar a vida das crianças da família real. Teve provavelmente como preceptor Amenófis e ao que parece enquanto jovem era fisicamente débil, não lhe agradando as atividades relacionadas com a caça e o manejo de armas.
Amenófis não estava destinado a ser rei do Antigo Egito. Este lugar seria ocupado pelo seu irmão mais velho, o príncipe Tutemés, que era filho de Amenófis III com Giluchipa, uma esposa secundária filha do rei de Mitani. Porém, Tutemés morreu antes do ano 30 do reinado do pai (possivelmente no ano 26) e Amenófis ascendeu à categoria de "Filho Maior do Rei", ou seja, herdeiro do trono.
As análises de DNA das múmias egípcias por Zahi Hawass confirmam Aquenáton como filho de Amenófis III e pai de Tutancâmon, resgatando seu importante papel na história do Antigo Egito.
Amenófis tinha sido criado para ser sacerdote do templo de Heliópolis, cidade do Baixo Egito que era o centro do culto do deus solar Rá. Quando o seu irmão faleceu é possível que também tenha herdado o cargo de sumo sacerdote de Ptá, deus associado aos artistas.

## Reinado em Tebas

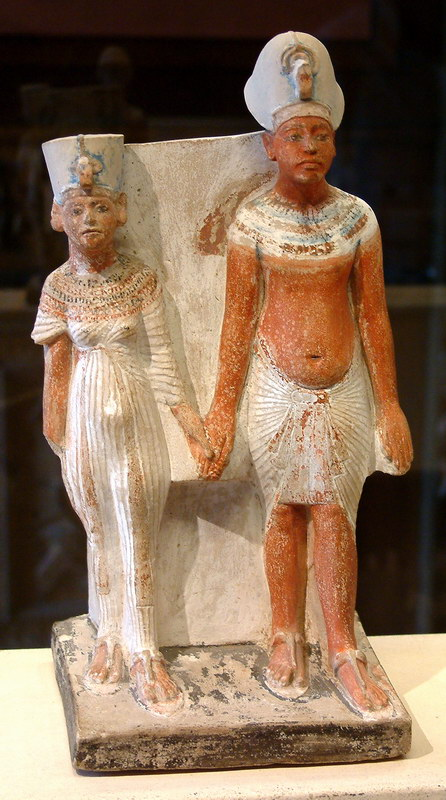
Aquenáton e Nefertiti

Aquenáton tornou-se rei aos quinze anos por volta de 1364 a.C. Os investigadores dividem-se em torno de uma possível co-regência de Amenófis III e do seu filho, não existindo certeza a este respeito. Associar um filho ao trono ainda em vida de faraó foi um recurso utilizado por vários reis egípcios de modo a garantir uma sucessão sem problemas.
Quando os reis egípcios subiam ao trono adoptavam cinco nomes, que de certa forma indicavam o programa simbólico do novo monarca. Estes cinco nomes são conhecidos como a titulatura e no caso de Amenófis IV foram os seguintes:
- Nome de Hórus: Touro poderoso com as duas altas plumas
- Nome das Duas Damas: Grande é a sua realeza em Carnaque
- Nome do Hórus de Ouro: O que leva as coroas de Hermontis
- Rei do Alto e Baixo Egito: Maravilhosas são as manifestações de Rá
- Filho de Rá: Amenófis, divino regente de Tebas

Pensa-se que nesta altura já estaria casado com Nefertiti, a sua famosa esposa. Durante muito tempo defendeu-se que Nefertiti teria uma origem estrangeira, devido ao fato do seu nome significar "a bela chegou", mas atualmente a maioria dos investigadores considera que ela seria egípcia, talvez natural da cidade de Acmim. A união entre ambos parece ter sido imposta pela mãe, que seria tia de Nefertiti; no entanto, entre os dois desenvolveu-se um grande afecto e Nefertiti alcançou um protagonismo político sem antecedentes entre as esposas reais.
Em Tebas, bem como em Mênfis e em Hermópolis, Amenófis iniciou um programa de obras públicas. Em volta do templo de Amon em Carnaque (Tebas) mandou construir quatro templos dedicados a Aton, o que para alguns autores seria uma tentativa de realizar uma fusão entre os dois deuses.
Um dos mais interessantes destes templo é o conhecido como o "Hutbenben", o que significa casa de Benben. Benben era o monte inicial a partir do qual surgiu o deus Aton (uma manifestação do deus solar), que iniciou a criação do mundo. Neste templo vê-se como oficiante a rainha Nefertiti, acompanhada de uma filha, Mequetaton, o que mostra o papel central desempenhado pela rainha nas concepções religiosas de Aquenáton.
Para se conseguir criar estes templos em pouco espaço de tempo os engenheiros de Amenófis recorreram a uma nova técnica. Dado que estes templos foram concebidos sem a necessidade de telhado, as paredes não tinham que ser tão robustas. Os construtores cortaram blocos de pedra com cerca de 50 cm de comprimento e 25 cm de largura e altura, que são conhecidos hoje como "talatat" ("árvore" em árabe). Recorrendo a estes blocos os pedreiros construíram os templos.
No ano 3 do seu reinado Amenófis celebrou o festival "sed". Estes festivais eram celebrados quando o faraó fazia trinta anos de reinado. Não se sabe a razão que levaria Amenófis a celebrar este festival tão cedo. O que sabe é que no festival apenas mencionou o nome do deus Aton. As cerimónias do "sed" tiveram lugar numas das estruturas referidas anteriormente, conhecida como o Guemetpaaton.

## De Amenófis a Aquenáton
No ano 5 do seu reinado o jovem rei decide mudar de nome. De Amenotepe, nome que significa "Amon está satisfeito" muda para Aquenáton o que significa "o espírito actuante de Aton", o que representou o seu repúdio ao deus Amon. O rei declarou-se também filho e profeta de Aton, uma divindade representada como um disco solar. Aquenáton instituiu o deus Aton como a única divindade que deveria ser cultuada, sendo o próprio faraó o único representante dessa divindade.
No entanto, o deus Aton não era um deus novo no panteão egípcio. Aton era considerado pelos egípcios como uma manifestação visível do deus Rá-Harakhti e já era mencionado nos Textos das Pirâmides, que são os textos de carácter religioso mais antigos encontrados no Egito. O que há de novo na religião introduzida por Aquenáton é o lugar central de Aton, remetendo outros deuses ao desaparecimento ou a uma posição secundária. Dessa forma, Aquenáton pode ser considerado o criador da ideia do Monoteísmo.
Não se sabe ao certo quais teriam sido as motivações de Aquenáton para tomar esta atitude. Aponta-se o poderio do clero de Amon, que possuía terras na Ásia e na Núbia, assim como pedreiras, minas e rebanhos. Todos estes bens seriam transferidos por Aquenáton para o templo de Aton que mandou construir numa nova cidade, Aquetaton.

## Nova capital
No ano 6, Aquenáton decide abandonar Tebas para fundar uma nova cidade dedicada a Aton. Ao contrário de outros deuses, Aton não tinha ainda um local de culto próprio e Aquenáton decide-se por criar um. O local escolhido situa-se entre Mênfis e Tebas, na margem direita do Nilo e recebeu o nome de Aquetaton ("o horizonte de Aton"); atualmente as ruínas deste local são conhecidas como Amarna, o nome da aldeia egípcia próxima.
Os terrenos em redor da cidade eram favoráveis à prática agrícola e a criação, assegurando o abastecimento dos seus futuros habitantes. A cidade foi construída em quatro anos. Parte da população que se fixou na nova capital seria oriunda de Tebas, sendo composta pelos agricultores, militares, escribas e artífices que acompanharam o rei no seu projecto. Julga-se que Aquetaton teve uma população de cerca de vinte mil habitantes. O urbanismo da cidade caracterizava-se pela simplicidade, com grandes avenidas.
No centro da cidade encontrava-se o grande templo de Aton, que tinha cerca de oitocentos metros de comprimento e trezentos metros de largura. A sua arquitetura era completamente diferente de outros templos da XVIII Dinastia: não tinham salas escuras, onde se realizava o culto, mas vários pátios ao ar livre que levavam ao altar do deus. Sendo dedicado a uma divindade solar, não fazia sentido a escuridão das salas; uma estrutura ao ar livre permitia a presença dos raios de Aton.
O palácio real tinha cerca de oitocentos metros, erguendo-se ao longo do eixo principal da cidade,e anexo a ele o faraó possuía um templo particular para suas meditações e orações,que era chamado 'o castelo de Aton'. Ali eram realizados os rituais privados do rei para fazer levantar o Sol da justiça de todas as manhãs. Era uma cerimônia em que o faraó procurava manter a mente limpa e em paz no novo dia que nascia. Só através da influência benéfica dos planos superiores ele poderia julgar e decidir o rumo do Egito com sabedoria e justiça. À norte deste palácio encontrou-se aquilo que seria uma espécie de jardim zoológico. Os altos funcionários possuíam grandes quintas, com os seus jardins.
Uma avenida cortava a cidade de norte a sul. Essa grande avenida tinha mais de trinta e oito metros de largura; talvez tenha sido a maior rua do mundo antigo. O objetivo daquela extensa largura era promover desfiles de carruagens da família real e ser um grande largo para as festividades populares ao deus Aton. A cidade completa, incluindo suas demais ruas internas, dispersava-se para todos os lados em vinte e sete quilômetros, abrangendo os subúrbios de ambas as extremidades. Ali foram construídos templos e moradias para a classe média, composta de arquitetos artesãos e escribas. Além do bairro norte, construiu-se uma aldeia para obrigar os trabalhadores mais modestos, que trabalhavam as pedras e fabricavam os tijolos de barro para as construções.
Aquenáton teve seis filhas com Nefertiti. Com uma rainha secundária, chamada Quia, Aquenáton teve um menino chamado Tutancâmon (a imagem viva de Aton) que se tornou príncipe herdeiro do trono do Egito.

## Governo
Aquenáton deixou-se absorver pelo sua devoção a Aton, ou talvez pela sua personalidade artista e pacifista, descuidando os aspectos práticos da administração do Egito. Perante este desinteresse, Aí e o general Horemebe, duas personalidades que mais tarde se tornariam faraós, desempenharam um importante papel no governo.
Entre o ano 8 e o ano 12 sabe-se que Aquenáton desencadeou uma perseguição aos antigos deuses, e em particular, aos deuses que estavam associados à cidade de Tebas, Amom, Mut e Quespisiquis. O faraó ordenou que os nomes destes deuses fossem retirados de todas as inscrições em que se encontravam em todo o Egito. Esta situação atingiu directamente não só os sacerdotes, mas a própria população. As descobertas da arqueologia mostram que os donos de pequenos objectos retiraram os hieróglifos do deus Amon deles, numa atitude de autocensura, temendo represálias. Entretanto, em registros arqueológicos de funcionários do faraó, por exemplo, pode-se encontrar, por vezes, utensílios relacionados a antigas divindades politeístas e até mesmo nomes de pessoas que faziam menção ao antigos deuses. Isso pode ser um indício de que, mesmo sob a reforma monoteísta Aquenáton, havia certa tolerância religiosa.

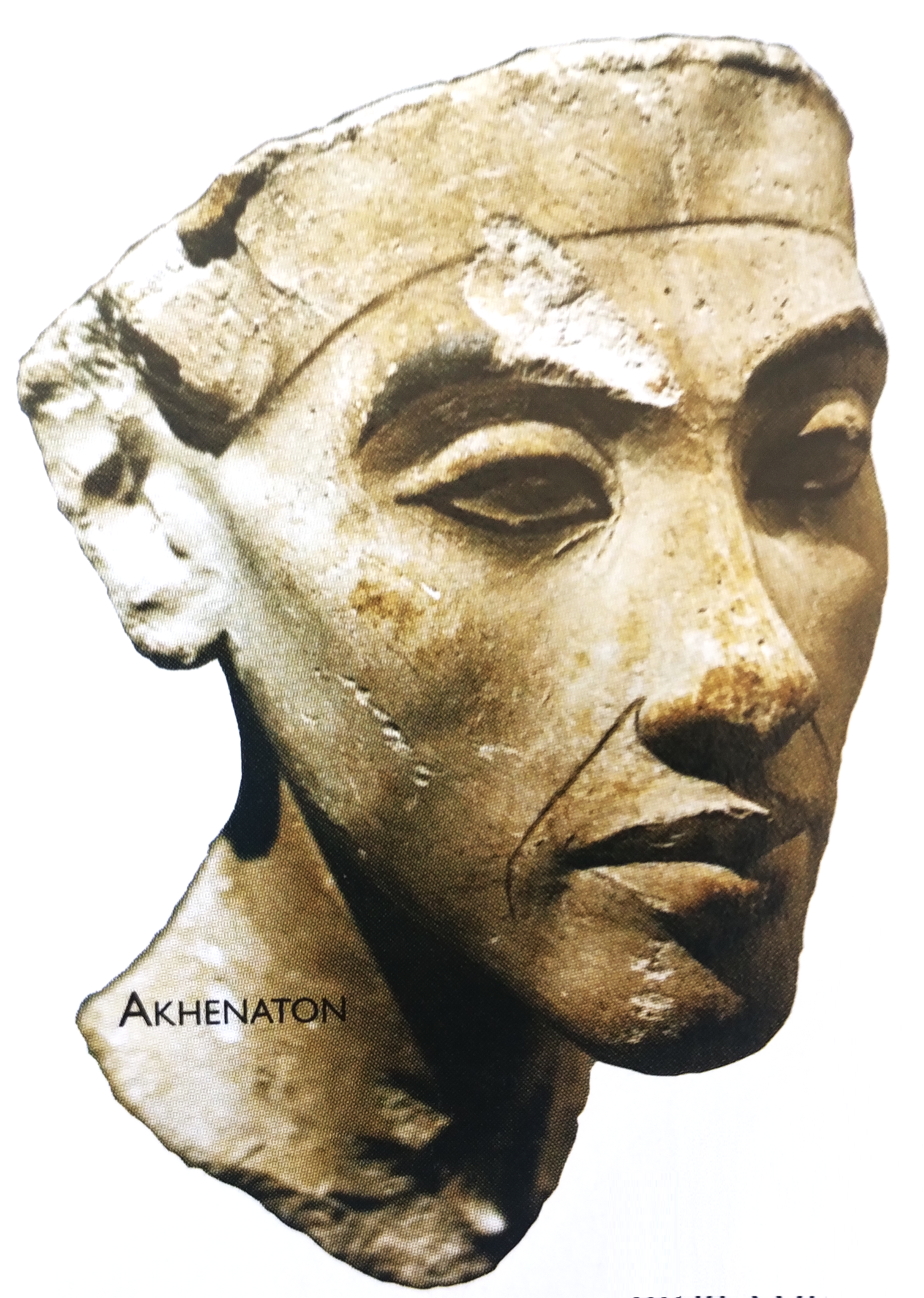
Rosto de Aquenáton em pedra

No ano 12 ocorreu um grande festival em Aquetaton, cujo motivo exacto não se conhece. Seria talvez uma espécie de refundação da cidade de Aton. No palácio real foram recebidas delegações da Ásia, Líbia, Núbia e das ilhas do Egeu. No livro Akhenaton - a revolução espiritual do Antigo Egito, este evento teve por razão a co-regência com sua esposa Nefertiti, que passou a adotar o título de Semencaré.
O império que o Egito tinha construído ao longo das últimas décadas desintegrava-se aos poucos, possivelmente porque Aquenáton seria um pacifista, não desejando, portanto, manter reinos vassalos nem uma política militar imperialista. No Médio Oriente o Egito tinha os seus aliados e parece que o faraó não atendeu aos seus pedidos de ajuda, face à ameaça hitita. Este povo acabará por conquistar o Médio Oriente, tomando os portos da Fenícia; os Mitânios, aliados do Egito, são varridos do mapa. Povos beduínos invadem a Palestina e conquistam Jerusalém e Megido. Ao sul, o Egito perde o controle sobre as minas de ouro da Núbia fundamentais para o comércio egípcio.

## Arte de Amarna

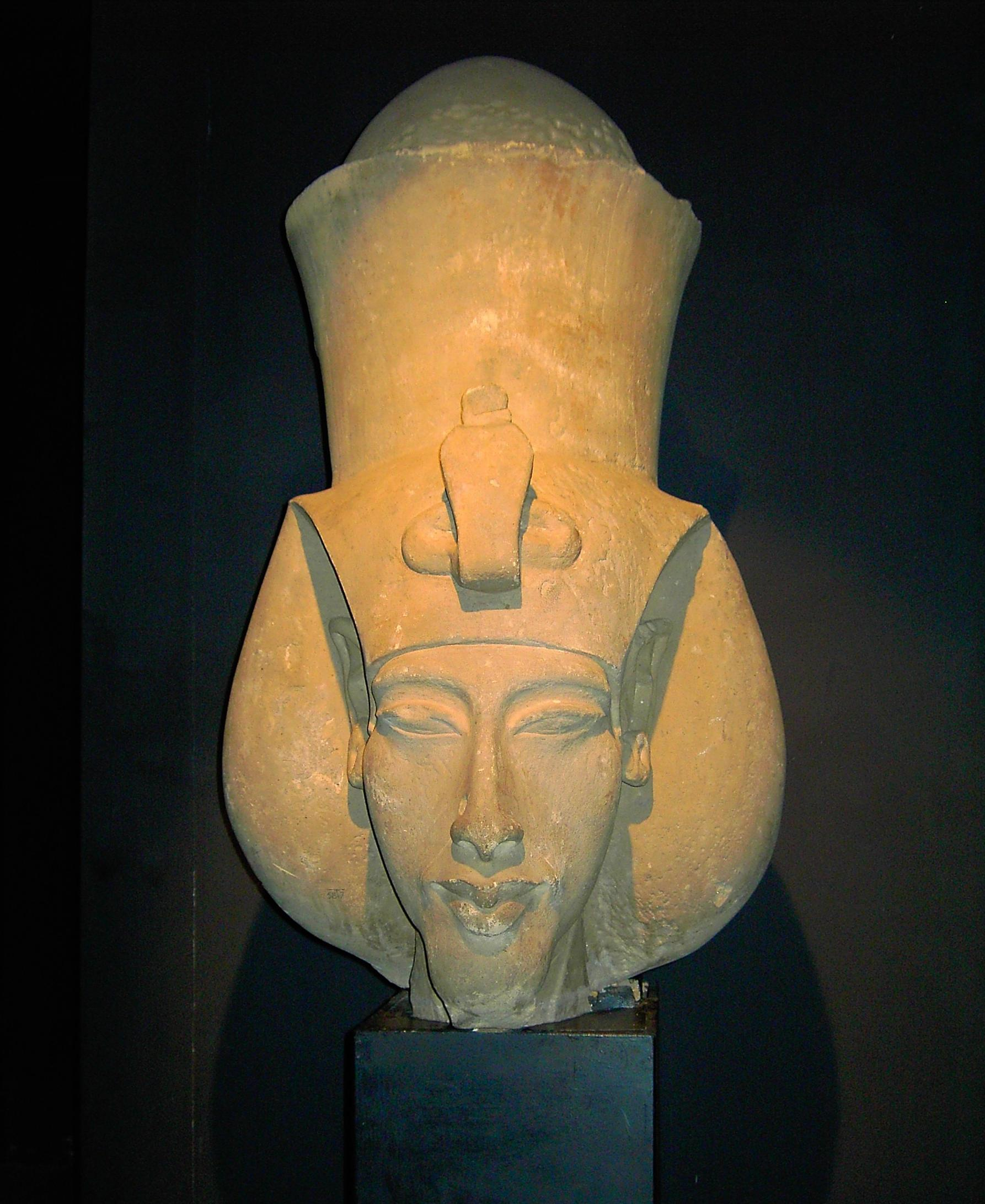
Busto de Aquenáton. Museu de Alexandria, Egito

O reinado de Aquenáton assistiu à emergência da chamada "arte amarniana", que se caracteriza por um lado pelo naturalismo (abundância de plantas, flores e pássaros) e pela convivência familiar do faraó e por outro lado, por uma representação mais realista das personagens que por vezes atinge o ponto da caricatura. A arte oficial apresenta o rei com uma fisionomia andrógina, com um crânio alongado, lábios grossos, ancas largas e ventre proeminente.
Acreditava-se que Aquenáton era portador de algum tipo de deficiência ou portador de alguma doença genética rara que transmitiu aos seus descendentes, como a Síndrome de Marfan ou a síndrome de Fröhlich. Se este fosse o caso, Nefertiti e os altos dignitários também sofreriam de alguma destas doenças visto que surgem representados da mesma forma, o que em parte parece descartar esta hipótese. Contudo, essa hipótese foi posta ao chão com estudos detalhados desenvolvidos por análise de DNA pelo egiptólogo Zahi Hawass, que excluiu a possibilidade dos rostos alongados e aparência feminilizada serem devidos a uma enfermidade congênita na arte do período de Amarna e entende que a sua aparência andrógina é uma característica estilística. Para alguns autores, esta iconografia seria uma manifestação artística que visava romper com os cânones do passado (tal como Aquenáton fizera no domínio religioso) e afirmar a singularidade da família real.
Atribui-se a Aquenáton igualmente talentos na poesia. O faraó teria sido autor do famoso "Hino a Aton" que apresenta semelhanças com o Salmo 104 da Bíblia.

## Últimos anos
Aquenáton reinou por cerca de 17 anos. Aproximadamente no ano 15 do seu reinado surge um misterioso co-regente chamado Semencaré. Alguns egiptólogos acreditam que Semencaré era a rainha Nefertiti que assumiu atributos de faraó para tornar suave a transição de governo para o herdeiro do trono que, nessa época, deveria ter por volta de quatro anos de idade. Outros acreditam que ele era, na verdade, o filho mais velho de Aquenáton e irmão de Tutancâmon, que lhe sucedeu.
Seja como for, nada se sabe sobre Nefertiti após o ano 15. Na opinião de Cyril Aldred, Nefertiti morreu no ano 13 ou 14 do reinado de Aquenáton. Quia também teria desaparecido mais ou menos na mesma altura que Nefertiti e Meritaton, filha de Aquenáton e Nefertiti, tornou-se a primeira dama do reino.
Não se sabe ao certo sobre a morte de Aquenáton, a não ser que faleceu no 17.º ano de seu reinado. A sua múmia poderia talvez ter sido queimada ou colocada no Vale dos Reis. Suspeita-se que tenha sido assassinado a mando dos sacerdotes, prejudicados por sua administração austera. Uma múmia masculina encontrada na Tumba KV55 é considerada como sendo a de Aquenáton.
Semencaré reinou por cerca de dois anos até que, aos oito anos de idade, o jovem Tutancaton foi elevado ao trono do Egito. Seu breve reinado (ele morreu quando tinha aproximadamente 18 anos de idade) foi marcado pela reaproximação da família real com o clero tebano do deus Amon. Tanto que o faraó recém entronizado trocou o seu nome para Tutancâmon (a imagem viva de Amon), selando uma certa paz com os sacerdotes de Tebas e com as antigas tradições egípcias. As radiografias feitas na múmia de Tutancâmon mostram um golpe no crânio, o que levanta a hipótese de ter sido assassinado. Tutancâmon foi sucedido por Aí, que reinou três anos, e este por sua vez foi sucedido por Horemebe.